# Рибери, Антонио
Антонио Рибери (итал. Antonio Riberi; 15 июня 1897, Монте-Карло, Монако — 16 декабря 1967, Рим, Италия) — итальянский куриальный кардинал и ватиканский дипломат. Титулярный архиепископ Дары с 13 августа 1934 по 26 июня 1967. Апостольский делегат Африки для миссий с 4 ноября 1934 по 1939. Апостольский интернунций в Китае с 6 июля 1946 по 19 февраля 1959. Апостольский нунций в Ирландии с 19 февраля 1959 по 28 апреля 1962. Апостольский нунций в Испании с 28 апреля 1962 по 26 июня 1967. Кардинал-священник с 26 июня 1967, с титулом церкви pro illa vice Сан-Джироламо-делла-Карита с 25 июля 1967.